# La Creuïlla
La Creuïlla és una muntanya de 1.953 metres que es troba al municipi de Montferrer i Castellbò, a la comarca de l'Alt Urgell.